# 馬維華
马维华（1974年1月—2014年1月30日），临夏县人，回族，中华人民共和国政府工作人员。
1994年9月参加工作。2014年1月30日下午，临夏县尹集镇桌子山突发山火，时任临夏县尹集镇党委委、纪委书记的马维华组织灭火，后不幸牺牲，年仅40。